# جوستاف أوريش
جوستاف أوريش (بالألمانية: Gustav Aurich)‏ هو سبّاح ألماني، مثّل بلاده في الألعاب الأولمبية الصيفية 1908.

## روابط خارجية
جوستاف أوريش على موقع أوليمبيديا (الإنجليزية)